# Бородин, Иван Фёдорович (учёный)
Иван Фёдорович Бородин (27 сентября 1929 — 22 мая 2010) — советский и российский учёный в области автоматизации и электрификации сельскохозяйственного производства, академик ВАСХНИЛ (1988).

## Биография
Родился в д. Паньково Орловского района Орловской области. Окончил Московский институт механизации и электрификации сельского хозяйства, факультет электрификации сельского хозяйства (1954) и аспирантуру (1957), в 1958 году защитил кандидатскую диссертацию.
В 1957—1959 старший инженер отдела автоматизированного электропривода в сельском хозяйстве ЦКБ «Электропривод» НИИ электромеханики.
С 1959 по 1964 г. работал в Московской сельскохозяйственной академии им. К. А. Тимирязева: ассистент, старший преподаватель, доцент.
С 1964 г. в Московском институте инженеров с.-х. производства (с 1992 Московский государственный агроинженерный университет им. В. П. Горячкина): доцент (1964—1976), зав. кафедрой (1976—1983), ректор (1984—1995), с 1995 советник ректора МГАУ.
Доктор технических наук (1974), профессор (1975), академик ВАСХНИЛ (1988, член-корреспондент с 1983).
Руководитель и разработчик применяемых в 68 регионах России способов и устройств для уничтожения сорняков, болезнетворных микроорганизмов и насекомых-вредителей в почве, а также в зерновых смесях и комбикормах; способов предпосевной обработки семян СВЧ энергией с целью стимуляции семян и уничтожения вредных организмов на их поверхности. Разработал биоэлектрический метод диагностики зерна при хранении и определении жизнеспособности семян.
Заслуженный деятель науки и техники РСФСР (1991). Лауреат Государственной премии РФ в области науки и техники (1999) и Премий Правительства РФ за 1995 и 2008 годы. Награжден медалями: «За трудовую доблесть», «За доблестный труд в Великой Отечественной войне 1941—1945 гг.», «50 лет Победы в Великой Отечественной войне 1941—1945 гг.».
Опубликовал свыше 500 научных работ, в т.ч. 30 учебных пособий и монографий, получил 93 авторских свидетельства и патента на изобретения.
Похоронен на Долгопрудненском кладбище.

## Книги
- Новые элементы автоматики сельских электроустановок / И. А. Будзко, И. Ф. Бородин. — М.: Колос, 1971. — 311 с.
- Практикум по электроснабжению сельского хозяйства: учеб. пособие… по спец. 1510 — «Электрификация сел. хоз-ва» и 1515 — «Автоматизация с.-х. пр-ва» / соавт.: И. Г. Беляков и др. — М.: Колос, 1982. — 319 с.
- Приборы контроля и управления влажностно-тепловыми процессами: справ. / соавт.: С. В. Мищенко и др. — М.: Россельхозиздат, 1985. — 240 с.
- Автоматизация технологических процессов: учеб. пособие… по спец. «Автоматизация с.-х. пр-ва» / соавт. Н. М. Недилько. — М.: Агропромиздат, 1986. — 368 с.
- Средства автоматики и телемеханики: учеб. пособие… по спец. «Электрификация и автоматизация сел. хоз-ва» / соавт.: Н. И. Бохан и др. — М.: Агропромиздат, 1992. — 351 с.
- Автоматизация технологических процессов: учеб. пособие… по спец. «Электрификация и автоматизация сел. хоз-ва» / соавт. А. А. Рысс. — М.: Колос, 1996. — 351 с.
- Электроимпульсная предуборочная обработка растений подсолнечника и табака / соавт. В. И. Баев; Волгогр. гос. с.-х. акад. — Волгоград: Станица-2, 2002. — 231 с.
- Автоматизация технологических процессов: учеб. для студентов вузов по спец. 311400 « Электрификация и автоматизация с.-х. пр-ва» / соавт. Ю. А. Судник. — М.: КолосС, 2003. — 344 с. — То же. — 2004. — 344 с. — То же. — 2006. — 343 с. — То же. — 2007. — 343 с.
- Автоматизация технологических процессов и системы автоматического управления: учеб. для студентов сред. спец. учеб. заведений по спец. 3170 « Электрификация и автоматизация сел. хоз-ва» / соавт. С. А. Андреев. — М.: КолосС, 2005. — 352 с. — То же. — 2006. — 350 с.
- Основы электроники: учеб пособие для студентов вузов, обучающихся по спец. «Электрификация и автоматизация сел. хоз-ва» / соавт.: А. Х. Шогенов и др. — М.: КолосС, 2009. — 206 с.